# Lean into It
Lean into It ist das zweite Studioalbum der US-amerikanischen Hard-Rock-Band Mr. Big. Es enthält den bisher größten Single-Erfolg der Gruppe, To Be with You.

## Entstehung
Das Album wurde mit dem Produzenten Kevin Elson im Studio Rumbo Recorders in Los Angeles aufgenommen, weitere Aufnahmen fanden in den Cherokee Studios und in den Fantasy Studios statt. Mit diesem Album schaffte Mr. Big 1991 den internationalen Durchbruch. Das Album enthielt unter anderem den Titel Daddy, Brother, Lover, Little Boy, der den Untertitel The Electric Drill Song bekam, weil Bassist Billy Sheehan und Gitarrist Paul Gilbert ihre Instrumente jeweils mit einem Akkubohrer der Marke Makita spielten.
Beim Titel CDFF – Lucky This Time bezeichnet „CDFF“ das Intro des Titels – es handelt sich um eine sehr schnell abgespielte Version des Liedes Addicted to That Rush vom Debütalbum der Gruppe; „CDFF“ steht für „CD Fast Forward“ („CD – schneller Vorlauf“). Lucky This Time wurde von Jeff Paris geschrieben; der „CDFF“-Part bezieht sich auf ihn. Die Band weist in den Liner-Notes der CD darauf hin, dass Paris einer der am schnellsten sprechenden Menschen ist, den die Bandmitglieder kennen.
Die spätere Hit-Single To Be with You war ebenfalls auf dem Album enthalten, die Gruppe erreichte damit weltweit die Top 10; in Deutschland, der Schweiz, Österreich und den USA erreichte der Titel jeweils Platz eins der Charts – lediglich in Großbritannien reichte es nur zu Platz drei. Auch die danach veröffentlichte Single Just Take My Heart konnte sich in den Charts behaupten: 23 Wochen und Platz 16 der Hot 100 konnten sich ebenfalls sehen lassen.
Green Tinted Sixties Mind, die dritte ausgekoppelte Single, erreichte dagegen nur noch Platz 72 der Charts in Großbritannien, wo sie bereits nach einer Woche nicht mehr notiert wurde.
Lean into It schaffte es in Deutschland bis auf Platz 9 der Albumcharts. In den USA kletterte es auf Platz 15 der Billboard 200 und hielt sich 38 Wochen in der Hitliste.

## Cover
Das Cover des Albums zeigt ein Foto, das nach dem spektakulären Eisenbahnunfall am Gare Montparnasse in Paris am 22. Oktober 1895 aufgenommen wurde. Ein Zug der Compagnie des Chemins de fer de l’Ouest von Granville nach Paris hatte nicht, wie vorgesehen, im Bahnhof Montparnasse in Paris gehalten, sondern nach dem Prellbock auch den Bahnsteig überfahren und hatte danach die Glaswand des Bahnhofsgebäudes durchbrochen. Auf der Rückseite des Covers ist ein Foto der Band abgedruckt.

## Veröffentlichung
Lean into It wurde in Europa und den USA in identischen Fassungen verkauft; in Japan enthielt das Album einen zusätzlichen Song (Bonus-Track) mit dem Titel Love Makes You Strong. 2009 wurde das Album wiederveröffentlicht und enthielt ebenfalls den ursprünglich nur auf der japanischen Fassung enthaltenen Bonus-Track. Zusätzlich wurde das Re-Release mit frühen Versionen von Alive and Kickin’ und Green Tinted Sixties Mind sowie einer Reggae-Version von To Be with You ausgestattet.

## Rezeption
Das deutsche Magazin Rock Hard urteilte zu Lean into It:

„MR. BIG sind nicht ‚just another AOR band‘ – nein, ihre Songs leben von brillanten Ideen der beiden Griffbrettakrobaten, die den Kompositionen einen enormen Drive verpassen. Zwar haben die beiden manchmal den Hang dazu, ihre Fähigkeiten zu sehr in den Vordergrund zu stellen, doch alles in allem überwiegen die wirklichen Kompositionen, bei denen sich MR. BIG von ihrer Schokoladenseite zeigen. Egal, ob das nun Alive and Kickin, Green Tinted 60’s Mind oder Never Say Never ist – jeder dieser Songs demonstriert, dass man sich nicht nach vorgegebenen Klischeemustern bewegen muß, um einen wirklich guten Song zu schneidern.“

## Titelliste
1. Daddy, Brother, Lover, Little Boy (The Electric Drill Song) (Sheehan/Gilbert/Pessis/Torpey/Martin) – 3:54
2. Alive and Kickin’ (Gilbert/Martin/Pessis/Sheehan/Torpey) – 5:28
3. Green-Tinted Sixties Mind (Gilbert) – 3:30
4. CDFF-Lucky This Time (Paris) – 4:10
5. Voodoo Kiss (Martin/Pessis) – 4:07
6. Never Say Never (Martin/Vallance) – 3:48
7. Just Take My Heart (Martin/Pessis) – 4:21
8. My Kinda Woman (Gilbert/Martin/Sheehan) – 4:09
9. A Little Too Loose (Gilbert) – 5:21
10. Road to Ruin (Torpey/Paris/Gilbert/Sheehan) – 3:54
11. To Be with You (Martin/Grahame) – 3:27
12. Love Makes You Strong*
13. Alive and Kickin’ (early version)**
14. Green-Tinted Sixties Mind (early version)**
15. To Be with You (Reggae version)**

- * Bonus-Track Japan (1991)
- ** Bonus-Tracks der „Expanded & Remastered“-Auflage (2009)

## Kommerzieller Erfolg

### Chartplatzierungen
| ChartsChartplatzierungen       | Höchstplatzierung | Wochen |
| ------------------------------ | ----------------- | ------ |
| Deutschland (GfK)              | 9 (30 Wo.)        | 30     |
| Österreich (Ö3)                | 3 (22 Wo.)        | 22     |
| Schweiz (IFPI)                 | 3 (26 Wo.)        | 26     |
| Vereinigte Staaten (Billboard) | 15 (38 Wo.)       | 38     |
| Vereinigtes Königreich (OCC)   | 28 (12 Wo.)       | 12     |

| ChartsJahrescharts (1992) | Platzierung |
| ------------------------- | ----------- |
| Deutschland (GfK)         | 30          |
| Österreich (Ö3)           | 16          |
| Schweiz (IFPI)            | 13          |

### Auszeichnungen für Musikverkäufe
| Land/Region               | Auszeichnungen für Musikverkäufe (Land/Region, Auszeichnung, Verkäufe) | Verkäufe  |
| ------------------------- | ---------------------------------------------------------------------- | --------- |
| Australien (ARIA)         | Gold                                                                   | 35.000    |
| Deutschland (BVMI)        | Gold                                                                   | 250.000   |
| Japan (RIAJ)              | Platin                                                                 | 200.000   |
| Kanada (MC)               | Platin                                                                 | 100.000   |
| Österreich (IFPI)         | Gold                                                                   | 25.000    |
| Schweiz (IFPI)            | Gold                                                                   | 25.000    |
| Taiwan (RIT)              | Gold                                                                   | 20.000    |
| Vereinigte Staaten (RIAA) | Platin                                                                 | 1.200.000 |
| Insgesamt                 | 5× Gold · 3× Platin ·                                                  | 1.855.000 |